# يوركي (قطعة شوكولاتة)

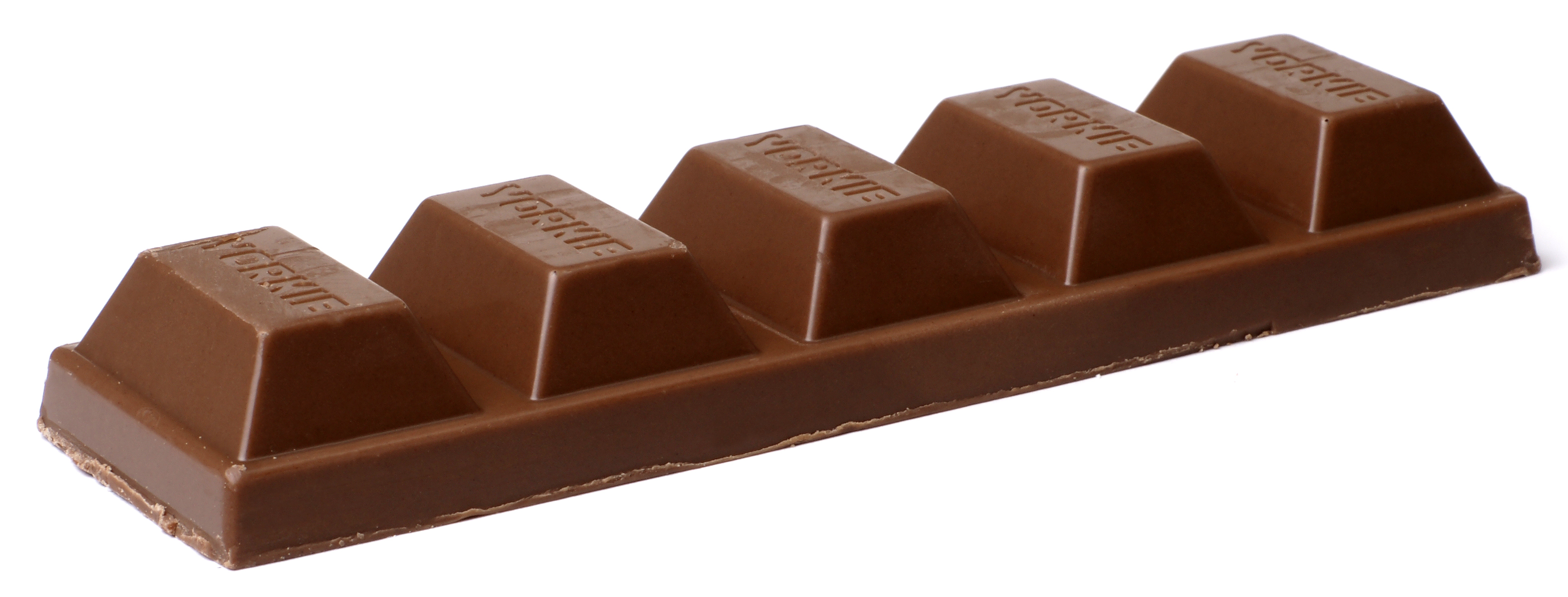
بار يوركي

يوركي (بالإنجليزية: Yorkie)‏ هو لوح شوكولاتة صنعته شركة نستله  صنع في الأصل من قبل شركة رونتري [الإنجليزية] في يورك، إنجلترا، ومن هنا جاء الاسم.

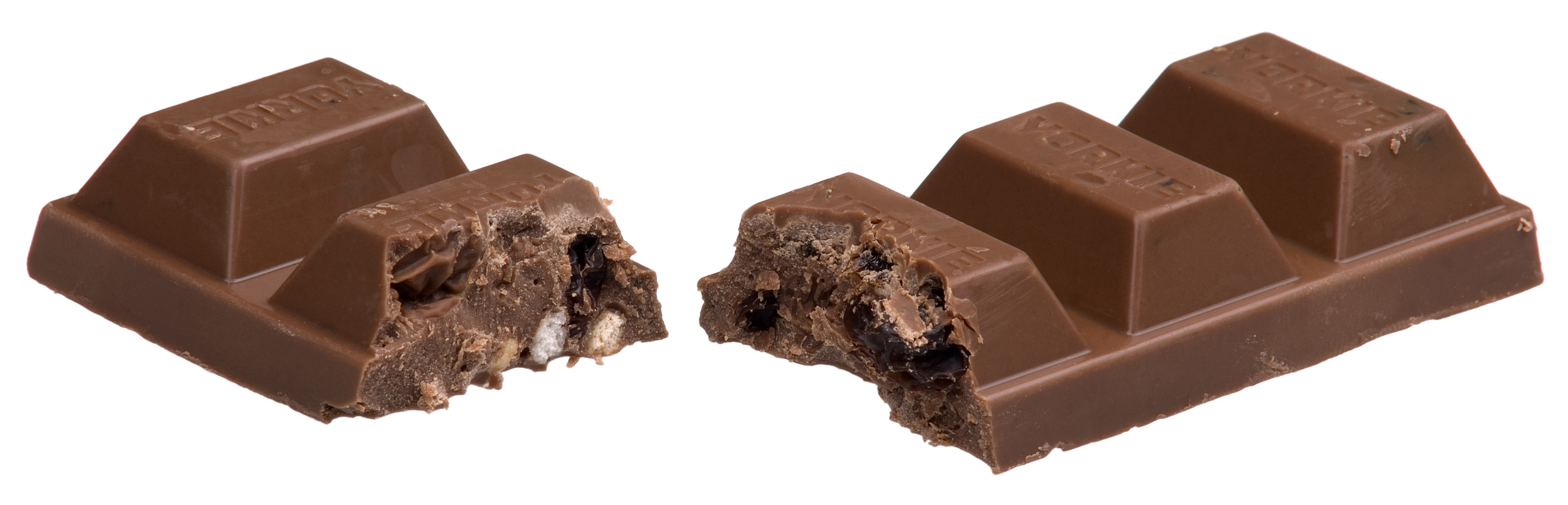
انقسام شريط يوركي بالزبيب والبسكويت

## روابط خارجية
- الموقع الرسمي
- صفحة نستله يوركي